# Metropolitanstadt Mailand
Die Metropolitanstadt Mailand (italienisch Città Metropolitana di Milano) ist eine Metropolitanstadt in der italienischen Region Lombardei. Verwaltungssitz der Metropolitanstadt ist die Stadt Mailand.
Die Metropolitanstadt Mailand besteht seit dem 1. Januar 2015 als Rechtsnachfolgerin der Provinz Mailand (italienisch Provincia di Milano).
Bedeutende Orte neben dem Verwaltungssitz Mailand sind Bollate, Cinisello Balsamo, Cologno Monzese, Legnano, Paderno Dugnano, Rho, Rozzano und Sesto San Giovanni.

## Geographie
Die Metropolitanstadt hat eine Fläche von 1.575 km². Sie umfasst 133 Gemeinden (Stand 1. Januar 2023) und 3.245.459 Einwohner (Stand 31. Dezember 2023). Mit der Gründung der Provinz Monza und Brianza im Jahr 2004 verlor die damalige Provinz Mailand 55 Gemeinden und ca. 850.000 Einwohner, im Dezember 2009 weitere fünf Gemeinden.

### Größte Gemeinden
(Stand: 31. Dezember 2015)
| Gemeinde              | Einwohner |
| --------------------- | --------- |
| Mailand               | 1.345.851 |
| Sesto San Giovanni    | 81.608    |
| Cinisello Balsamo     | 75.078    |
| Legnano               | 60.262    |
| Rho                   | 50.434    |
| Cologno Monzese       | 47.971    |
| Paderno Dugnano       | 46.633    |
| Rozzano               | 42.475    |
| San Giuliano Milanese | 38.226    |
| Pioltello             | 36.912    |
| Bollate               | 36.392    |
| Segrate               | 35.037    |
| Corsico               | 35.032    |
| Cernusco sul Naviglio | 33.436    |
| Abbiategrasso         | 32.585    |
| San Donato Milanese   | 32.492    |
| Parabiago             | 27.692    |
| Buccinasco            | 27.224    |
| Garbagnate Milanese   | 27.175    |
| Bresso                | 26.263    |
| Lainate               | 25.708    |
| Cesano Boscone        | 23.792    |
| Magenta               | 23.654    |
| Peschiera Borromeo    | 23.397    |
| Cornaredo             | 20.459    |
| Senago                | 20.252    |
| Novate Milanese       | 20.083    |
| Cusano Milanino       | 19.489    |
| Arese                 | 19.346    |
| Trezzano sul Naviglio | 18.762    |
| Melzo                 | 18.506    |
| Cormano               | 18.403    |
| Gorgonzola            | 18.362    |
| Settimo Milanese      | 18.107    |
| Cassano d’Adda        | 17.518    |
| Nerviano              | 17.500    |
| Melegnano             | 16.385    |
| Bareggio              | 16.253    |
| Pieve Emanuele        | 15.615    |

## Geschichte
Mit dem Frieden von Konstanz 1183 wurde Mailand zum Herzogtum, das auch die umliegende Gegend beherrschte. 1450 fiel Mailand an das Adelsgeschlecht der Sforza. Nach dem Sieg Karls V. über Franz I. 1525 fiel Mailand an die spanischen Habsburger. 1714 wurde im Frieden von Rastatt die Lombardei mit ihrer Hauptstadt Mailand dann den österreichischen Habsburgern zugesprochen. Diese untergliederten das Herzogtum Mailand 1786 in acht Provinzen, darunter die Provinz Mailand. Unter der napoleonischen Herrschaft bestand in der Cisalpinischen Republik, in der Italienischen Republik und im Königreich Italien zwischen 1797 und 1815 das nach dem Fluss Olona benannte Département Olona, das neben Pavia zeitweise auch Como und Varese umfasste. Im wiederum habsburgischen Königreich Lombardo-Venetien entstand 1816 die Provinz Mailand wieder. Nach der Annexion der Lombardei durch das Königreich Sardinien-Piemont (Risorgimento) wurde die Provinz Mailand auf der Grundlage eines Verwaltungsreformgesetzes vom 23. Oktober 1859 zu einer Gebietskörperschaft Sardinien-Piemonts und ab dem 17. März 1861 dann Italiens. Dabei wurde die Provinz Mailand um Abbiategrasso, Magenta und Lodi vergrößert und umfasste somit knapp 3.000 km². Die ersten Provinzratswahlen erfolgten am 15. Januar 1860. Bis 1927 untergliederte sich die Provinz in die fünf Kreise (circondari) Mailand, Lodi, Monza, Gallarate und Abbiategrasso mit 39 Bezirken (mandamenti) und 498 Gemeinden. Nachdem 1923 die Bezirksebene entfallen war, wurden 1927 auch die Kreise abgeschafft und im Gegenzug etliche neue Provinzen gebildet. Im Zuge dieser Reform verlor die Provinz Mailand 37 Gemeinden an die neue Provinz Varese. 1992 wurde aus der Provinz Mailand die Provinz Lodi ausgegliedert, 2004 die Provinz Monza und Brianza. Im Jahr 2010 feierte die Provinz Mailand ihr 150-jähriges Bestehen als Selbstverwaltungsorgan. Am 1. Januar 2015 entstand aus der Provinz die Metropolitanstadt Mailand.

## Wirtschaft
Die Metropolitanstadt Mailand ist das wirtschaftlich bedeutendste Zentrum Italiens. Von den 200 größten Unternehmen des Landes haben mehr als die Hälfte hier ihren Sitz. Hier finden sich die meisten Verlage, Werbeagenturen, Marktforschungsinstitute und Handelsgesellschaften des Landes. 1910 wurde in Mailand der Automobilhersteller Alfa Romeo gegründet (heute Teil des Fiat-Konzerns). Ein weiteres weltbekanntes Unternehmen ist der Reifen- und Kabelhersteller Pirelli.